# Bismarckturm (Kallstadt)
Der Bismarckturm ist ein 36 m hoher Aussichtsturm auf dem 493,5 m hohen Peterskopf im Gebirgszug der Haardt am Ostrand des Pfälzerwalds (Rheinland-Pfalz).

## Geographische Lage

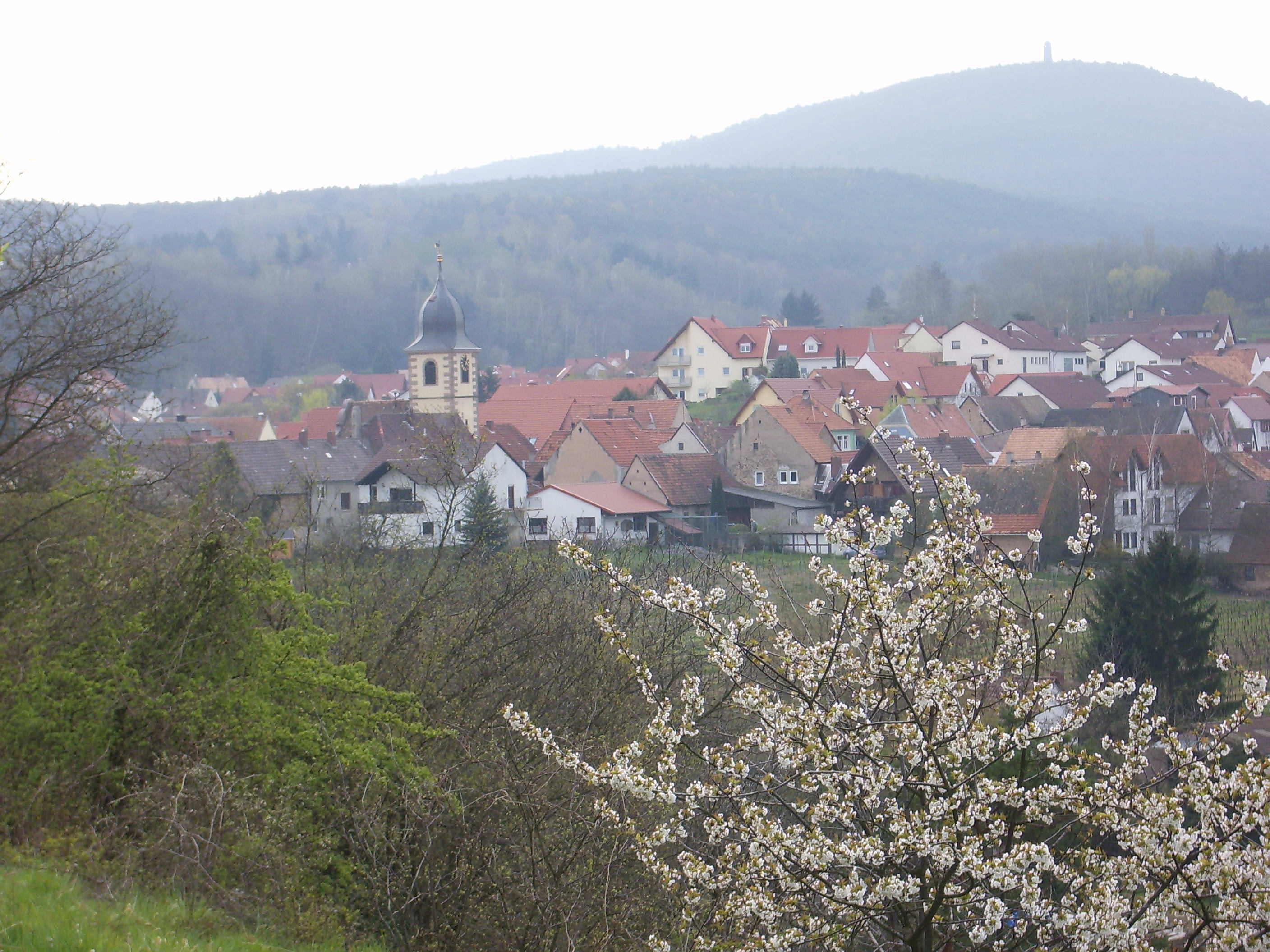
Blick über Leistadt hinweg zum Peterskopf mit dem Bismarckturm

Der Bismarckturm steht in 493 m Höhe auf einer Waldexklave der Ortsgemeinde Kallstadt. Wegen der Nähe der Kreisstadt Bad Dürkheim wird er gelegentlich auch als Bismarckturm Bad Dürkheim bezeichnet.
Ringsum gibt es weitere Anlagen, die teilweise als Natur- oder Baudenkmal eingestuft sind:
- Geiersbrunnen
- Heidenfels-Grotte
- Hirschbrunnen
- Forsthaus Lindemannsruhe
- Schillerfels
- Hofruine Weilach

## Geschichte

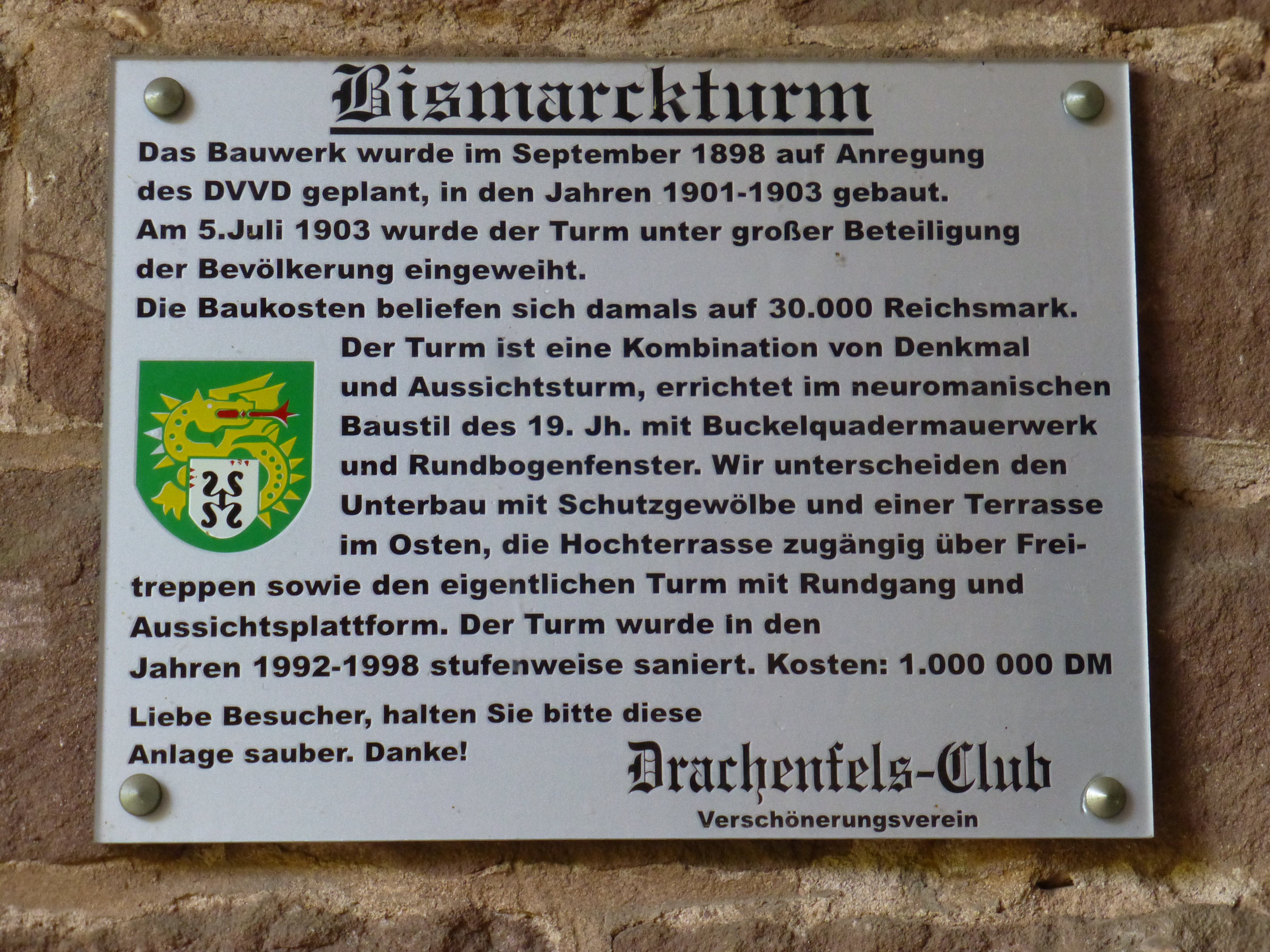
Infotafel

Das dem Reichskanzler Otto von Bismarck gewidmete Denkmal wurde ab 1896 vom Drachenfels-Club geplant und nach einem im Jahr 1901 durchgeführten Architektenwettbewerb von Februar 1902 bis Mitte 1903 nach einem Entwurf des Karlsruher Architekten Friedrich Kunst im neoromanischen Burgenstil mit Jugendstil-Elementen errichtet. Die Gesamtkosten für den Turmbau betrugen 33.000 Mark, die durch Spenden von Privatleuten, der Stadt Dürkheim sowie dem bayerischen Staat (die Pfalz gehörte zu dieser Zeit zu Bayern) aufgebracht wurden. Die Bauleitung übernahm Architekt Friedrich Kunst, die Bauausführung erfolgte durch die Baumeister Joseph und Johann Berger, Ludwig und Johann Diehl sowie Steinmaurermeister Stork (alle aus Hardenburg). Die Einweihung wurde am 5. Juli 1903 gefeiert.
Am 27. Mai 1925 stürzte der Betonboden der zweiten Aussichtsplattform ein, während eine Schulklasse aus Frankenthal im Begriff war, den Turm zu besteigen. Dabei wurden mehrere Kinder verletzt, eines kam zu Tode. 1928 wurde das Relief erneuert, das nach dem Ersten Weltkrieg von französischen Besatzungstruppen zerstört worden war. Während des Zweiten Weltkriegs trafen zwei Bomben den Turm und verursachten schwere Schäden.
Eine erste Sanierung durch den Drachenfels-Club erfolgte 1949. In den Jahren 1973/1974 wurden weitere Sanierungsmaßnahmen von Ludwig Diehl, dem Enkel des Maurermeisters Diehl, der den Turm miterbaut hatte, durchgeführt; dabei wurde auch eine Unterkunft für den Turmwärter errichtet. Der Turm wurde am 20. Februar 1986 als „landschaftsbildprägend“ unter Denkmalschutz gestellt. In den Jahren 1992 bis 1998 wurde der Bismarckturm sukzessive durch den Ludwigshafener Architekten Hans Gelbert für insgesamt 1 Million DM saniert.
Am 6. Juli 2003 veranstaltete der Drachenfels-Club eine Feier zum 100. Jahrestag des Bismarckturms.

## Architektur

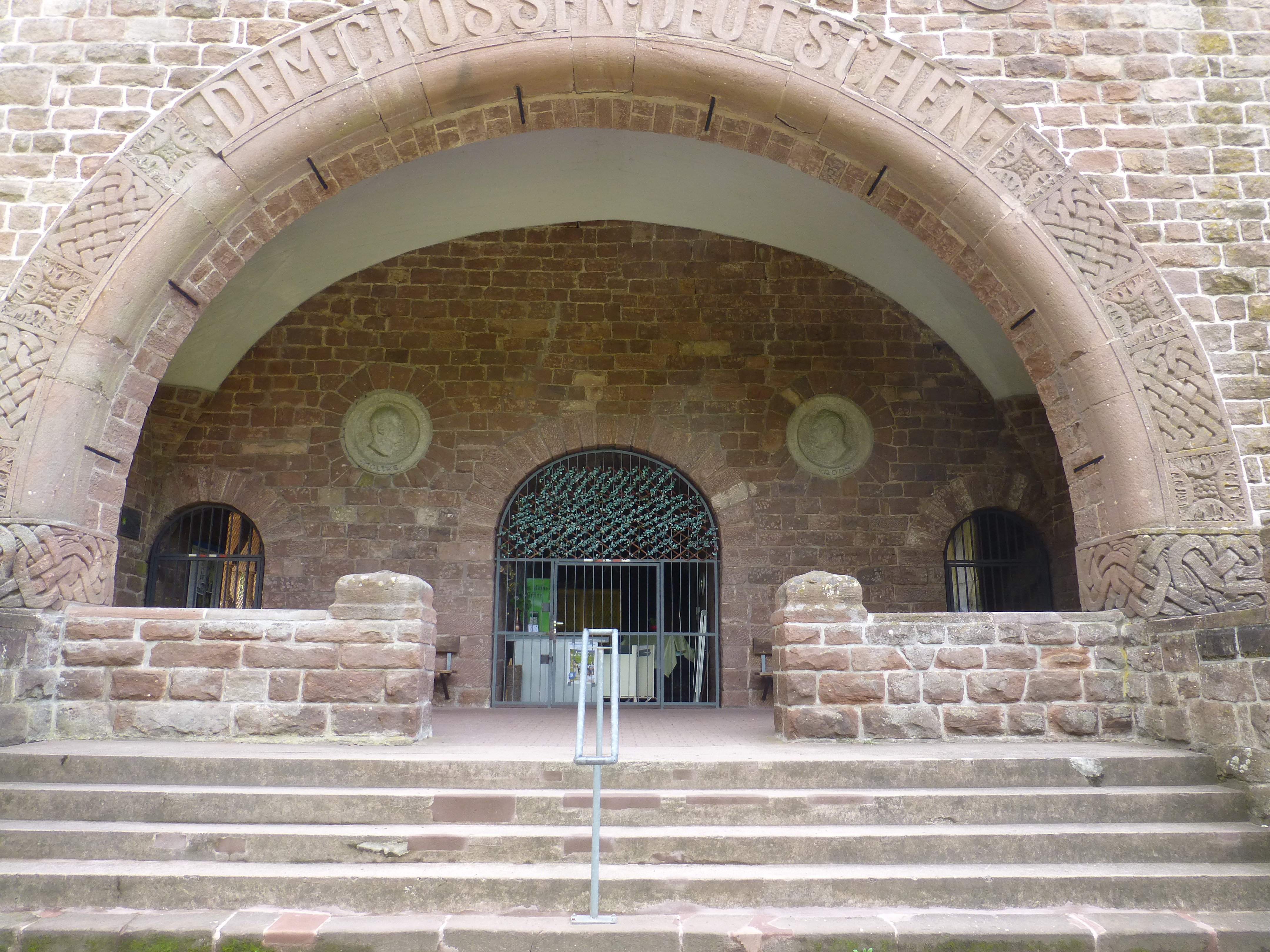
Halle im Erdgeschoss

Der Turm ist mit Bossenquadern aus Buntsandstein verkleidet, die in der Nähe des Standorts gebrochen wurden. Er hat eine Grundfläche von 16,7 m × 14 m und ist vertikal in vier Teile gegliedert.
Über 14 auf der Westseite außen am Turm angebrachte Treppenstufen ist der Unterbau zu besteigen, von dem nach links und rechts Treppen auf die 9,4 m hoch gelegene untere Aussichtsplattform führen. Die Gittertüren vor diesen Außentreppen sind jedoch verschlossen. Der heute nutzbare Zugang erfolgt zu den Öffnungszeiten von der Ostseite her durch eine Gittertür, einen Innengang entlang der Südseite des Turms, eine zweite Gittertür und über eine elfstufige Betontreppe zum Unterbau.
Auf der Ostseite des Turms befindet sich auf der unteren Aussichtsplattform die Zugangstür zum Treppenaufgang, der im Turm verläuft und nach 20 Stufen zum Austritt auf die zweite Aussichtsplattform auf 13 m Turmhöhe führt. Die Innentreppe erreicht nach weiteren 72 Steinstufen ein Podest. Von diesem führt eine Metallwendeltreppe mit 14 Stufen zur 30 m hoch gelegenen dritten Aussichtsplattform, die auf jeder Seite über halbrunde Aussichtsöffnungen verfügt.
Gekrönt wird der Bismarckturm durch ein Pyramidendach, auf dem anfangs ein Blitzableiter angebracht war, mit dem der Turm eine Höhe von ca. 40 m erreichte. Heute ragt auf dem Dach ein Antennenmast empor, dessen oberste Antenne in 43 m Höhe angebracht ist.

## Aussicht
Vor allem von der obersten Plattform, auf der 2021 ein Fernrohr mit Objektivdurchmesser 20 und hundertfacher Vergrößerung installiert wurde, ist ein weiter Blick über die teilweise mehr als 400 m tiefer gelegene Oberrheinische Tiefebene möglich.

## Berglaufsport
Der Peterskopf mit dem Bismarckturm ist alljährlich im Oktober Ziel des Bad Dürkheimer Berglaufs, der mit 8700 m Streckenlänge und 510 m kumulierter Steigung die längste und steilste Komponente der Pfälzer Berglaufserie darstellt.